# Haematopota cristata
Haematopota cristata är en tvåvingeart som beskrevs av Schuurmans Stekhoven 1926. Haematopota cristata ingår i släktet Haematopota och familjen bromsar. Inga underarter finns listade i Catalogue of Life.